# Драган Симеуновић (политиколог)
Драган Симеуновић (Београд, 22. јун 1953) српски је политиколог, универзитетски професор и академик. Симеуновић је редовни професор Факултета политичких наука Универзитета у Београду, вршилац дужности директора Академије за националну безбедност при Безбедносно-информативној агенцији, инострани члан Академије наука и умјетности Републике Српске, Европске академије наука и уметности, Америчке академије политичких наука, секретар Одбора за филозофију и друштвену теорију САНУ, дописни члан немачког научног друштва Collegium Europaeum Jenense Универзитета Фридрих Шилер и сарадник Института за политичке студије.

## Биографија
По мајчиној страни, потомак је поручника Димитрија Беговића, српског официра и команданта Јабланичког комитског одреда у Топличком устанку 1917. године.
Магистрирао је 1981. године на Факултету политичких наука Универзитета у Београду. Докторске студије је похађао на Институту за социјалну историју у Амстердаму 1981. године и на Филозофско-историјском факултету у Хајделбергу у периоду од 1982. до 1984. године. Стално је запослен на Факултету политичких наука у Београду где ради као редовни професор на предметима: Увод у политичку теорију (на основним) и теорија политике (на постдипломским студијама).
Од 1992. до 1998. био је гостујући професор на Demokritus универзитету и Pantios универзитету у Грчкој. Држао је и предавања по позиву на реномираним универзитетима у Европи и САД. Предавао је у преко сто земаља на свим континентима.
Секретар је Одбора за филозофију и друштвену теорију Српске академије наука и уметности. Добио је подршку Одељења друштвених наука 2000. године за узбор у звање дописног члана Српске академије наука и уметности.
Аутор је бројних књига и научних радова (в. подеок библиографија). Научни рад професора Симеуновића је посвећен теорији, историји и филозофији политике.
Аутор је драме „Нови светски поредак као тумачење судбине”, која је играна у Звездара театру у сезони 1995/96.
Члан је Програмског савета за мултидисциплинарне дипломске академске студије студијског програма тероризам, организовани криминал и безбедност при Универзитету у Београду. Уједно је оснивач и руководилац мултидисциплинарних мастер студија на Универзитету у Београду.
Предговор за његову књигу „Историја српске политичке мисли: нови век“ у издању Православне речи, написао је патријарх српски Иринеј.
Дао је велики допринос афирмацији АНУРС-а радом на Енциклопедији Републике Српске. За иностраног члана Академије наука и умјетности Републике Српске изабран 21. децембра 2018. године.

## Награде и признања
- Златна медаља за заслуге (15. фебруар 2021)[9]
- Награда града Београда за друштвене и хуманистичке науке за 2019. годину (додељена 16. априла 2021)[10]
- Светосавска награда за 2021. годину (2022)[11]
- Признање „Деспот Стефан Лазаревић”[5]

## Одабрана дела
- Политика као уметност илузије, Прометеј, Нови Сад, 2023.
- Историја српске политичке мисли: нови век, Православна реч, Нови Сад, 2020.
- Нација и глобализација, „Зограф“, Ниш, 2009.
- Тероризам, Правни факултет у Београду, 2009.
- Српска колективна кривица, Нолит, Београд, 2007.
- Теорија политике, „Наука и друштво“, Београд, 2002.
- Нововековне политичке идеје у Срба, „Историјски архив Београда“ и „Институт за политичке студије“, I део, Београд, 2000.
- Из ризнице отаџбинских идеја, ВИЗ, Београд, 2000.
- Lp nouvel ordre mondial et l'Etat-nation, "Dialogue", Paris-Guernes, 1996.
- Нови светски поредак као ново политичко позориште, СКЦ, Београд, 1995.
- Основи политичких наука, „Наука и друштво“, Београд, 1994.
- Нови светски поредак и национална држава, „Ферко“, Београд, 1993.
- Државни удар или револуција, „Студиоплус“, Београд, 1991.
- Политичко насиље, „Радничка штампа“, Београд, 1989.
- Теоријски корени партије, „Четврти јул“, Београд, 1986.